# Albert Rau

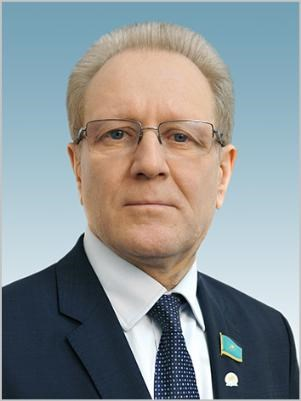
Albert Rau, 2021

Albert Pawlowitsch Rau (russisch Альберт Павлович Рау; * 1. September 1960 in Walerianowka, Kasachische SSR) ist ein deutsch-kasachischer Politiker und ab 2022 Stellvertretender Vorsitzender der Mäschilis.

## Leben
Albert Rau wurde 1960 im Dorf Walerianowka in der Oblast Kustanai geboren und gehört der deutschen Minderheit in Kasachstan an. Er studierte am Institut für Industrie in Rudny, wo er 1982 einen Abschluss als Elektroingenieur im Bereich Bergbau machte. 2004 kam ein weiterer Abschluss an der Russischen Akademie für Volkswirtschaft und Öffentlichen Dienst beim Präsidenten der Russischen Föderation hinzu.
Er begann seine berufliche Laufbahn beim Unternehmen KasSchachtRudStroi in Rudny. Nach seinem Hochschulabschluss arbeitete er zunächst als Mechaniker bei der Verwaltung der Mine Kurzhunkol in der Oblast Kustanai und ab 1986 war er Vorsitzender der Gewerkschaft der Mine Kurzhunkol. Zwischen 1991 und 1992 war er stellvertretender Leiter der gewerblichen Verwaltung des Exekutivkomitees des Rates der Volksdeputierten der Stadt Lissakowsk. In den folgenden zwei Jahren war er dann dessen Vorsitzender und von 1993 bis 1994 war er stellvertretender Leiter der Stadtverwaltung von Lissakowsk. Ab September 1994 war Rau Bürgermeister der Stadt. Nach mehr als zehn Jahren in diesem Amt wurde er im Dezember 2004 stellvertretender Äkim (Gouverneur) des Gebietes Qostanai. Von Januar 2007 an leitete er das kasachische Staatsunternehmen Saryarka. Am 23. Januar 2008 wurde er dann zum Äkim des Gebietes Aqmola ernannt. Diesen Posten behielt er knapp zwei Jahre lang, da er im März 2010 erster stellvertretender Minister für Industrie und neue Technologien wurde. Nach der Auflösung dieses Ministeriums war er ab August 2014 neuer stellvertretender Minister für Investitionen und Entwicklung und ab November 2016 erster stellvertretender Minister. Seit März 2017 ist er für die Regierungspartei Nur Otan Abgeordneter in der Mäschilis, wo er Mitglied des Finanz- und Haushaltsausschusses ist.

## Familie
Er ist verheiratet mit Swetlana Rau. Die beiden haben zusammen zwei Kinder.